# Никиев мир
Никиев мир — мирный договор между Афинами и Спартой 421 года до н. э., завершавший первую стадию Пелопоннесской войны — Архидамову войну.

## Предшествующие события
К 421 году до н. э. обе воюющие стороны (Делосский союз и Пелопоннесский союз) были обессилены ведущейся целое десятилетие войной. Оба союза одерживали победы и терпели поражения, но коренного перелома в войне, изнурявшей противников, не произошло. Гибель в битве при Амфиполе сторонников войны — афинянина Клеона и спартанца Брасида — привела к усилению влияния сторонников мира в Афинах и Спарте.
Инициаторами мирного соглашения выступили царь Спарты Плистоанакт и афинский военачальник, политик и богач Никий. Переговоры начались зимой 421 года до н. э. После долгих переговоров, когда обе стороны выставили друг другу много претензий, противники договорились возвратить захваченные во время войны территории и заключить мир.

## Мирный договор
Афинский историк Фукидид привёл следующие пункты договора:
- Обе стороны обязуются обеспечить беспрепятственный проход морем и сушей всех желающих к святым местам
- Мир заключается на 50 лет на суше и море, не дозволяется афинянам и их союзникам причинять вред спартанцам и их союзникам и наоборот
- Афины и Спарта возвращают друг другу захваченные города, которые объявляются независимыми
- Спартанцы возвращают Афинам Панакт, афиняне Спарте — Корифасий (Пилос); обе стороны возвращают друг другу всех пленных
- Права Дельфийского храма оговариваются особо

В выполнении этого договора афиняне и спартанцы приносят друг другу клятву, которая должна возобновляться ежегодно в каждом городе отдельно. Специальная оговорка позволяла вносить в договор некоторые изменения. Мир вступал в силу за 6 дней до окончания месяца элафеболиона.
Мир подписали: 17 граждан Спарты, в том числе Плистоанакт, с афинской стороны также 17 человек, в том числе Гагнон, Ламах, Леонт и Демосфен.
Кроме того, Афины и Спарта в том же году заключили отдельное соглашение, характерное для рабовладельческих государств. Оно предусматривало взаимопомощь при нападении третьей державы или во время восстания рабов.

## Последствия
Никиев мир не решил тех противоречий, которые породили войну. Злейшие враги Афин — Коринф и Мегара — не добились своего, принеся много жертв, и внутри Пелопоннесского союза возникли серьёзные разногласия.
Обе стороны не торопились выполнять свои обязательства — Амфиполь не стал снова афинским, Фивы оставили за собой Платеи, Афины продолжили держать гарнизон в Пилосе, Спарта вернула афинянам Панакт разрушенным.
Мир продержался всего 6 лет, после которых в Пелопоннесе начались военные столкновения, в которых приняли участие и Спарта, и Афины. После сицилийской катастрофы снова началась ничем не ограниченная война.